# Kostel svatého Jakuba Většího (Jihlava)
Kostel svatého Jakuba Většího (též Staršího) v Jihlavě je trojlodní halový chrám s dlouhým presbytářem a dvěma vysokými věžemi v průčelí, zasvěcený patronu horníků, apoštolu sv. Jakubovi Staršímu. Stavba kostela byla zahájena počátkem čtyřicátých let 13. století. Počátkem 14. století byla postavena severní věž, která slouží dnes jako věž vyhlídková – její výška je 63 m. Dnešní podoba kostela je výsledkem puristické obnovy z konce 19. století. Jeho dvě věže jsou zdaleka viditelnou dominantou města a chráněn je jako národní kulturní památka.

## Historická data a průběh výstavby
Kostel sv. Jakuba Většího byl postaven před polovinou 13. století v době vzniku samotného královského horního města Jihlavy v duchu pozdně románské baziliky. Původní pozdně románskou baziliku ještě před dokončením zničil požár, odpustková listina z 31. března 1256 vybízí k příspěvkům na stavbu, která musí být z důvodů devastací demolována , protože byla stržena a nahrazena gotickým objektem.
Kostel byl zasvěcen patronu horníků, apoštolu sv. Jakubovi. V květnu roku 1257 olomoucký biskup Bruno ze Schaumburku, kterým byl povýšen na farní. Ze staré Jihlavy sem byla přenesena fara náležející želivskému klášteru. Do té doby tu bývala fara u kostelíka sv. Jana Křtitele. První farářem se stal Štěpán, významná postava nejranějších dějin města. Počátkem 14. století byla postavena severní věž vysoká 63 metrů, která dnes slouží jako věž vyhlídková a odkud se otvírá pohled na město i okolí.
Při přestavbě v letech 1373–1379 byla dokončena stavba trojlodí jeho zaklenutím křížovou klenbou, když sem byly vsazeny čtyři osmiboké sloupy. Zároveň vzniklo šnekové schodiště na jižní straně kostela a patro sakristie. Ve 30. letech 15. století dostal kostel jižní věž – zvonovou. 
Roku 1523 postihl Jihlavu jeden z největších požárů v dějinách města. Tehdy vyhořel i kostel sv. Jakuba včetně obou věží. V roce 1545 byly kvůli špatnému stavebnímu stavu sneseny a opět vystavěny obě věže, které byly završeny renesančními báněmi. Zakrátko však musela být jižní věž o celých 9 metrů snížena, neboť se vlivem příliš nestabilního podloží začala vyklánět od své osy. V roce 1563 byl do věže zavěšen zvon, tradičně nazývaný „Zuzana“. Je druhým největším zvonem na Moravě (hned po sv. Václavu v olomoucké katedrále) – je vysoký 1,82 m a váží 7 086 kg.
V roce 1702 byla přistavěna na severní straně kostela kaple Bolestné Panny Marie, oddělená od vlastního chrámu barokní mříží. Kostel byl vždy pokladnicí uměleckých předmětů. Na sklonku 19. století proběhla generální oprava kostela v puristickém duchu, v jejímž průběhu střecha dostala novou krytinu z glazovaných bobrovek z Poštorné. V roce 1922 provedla firma August Wolfsholz z Berlína náročné statické zajištění severní věže. Roku 1987 byl upraven interiér chrámu, když byla odstraněna nevhodná secesní výzdoba trojlodí, a dne 28. dubna 2008 byl kostel sv. Jakuba Většího prohlášen za národní kulturní památku.

## Architektura

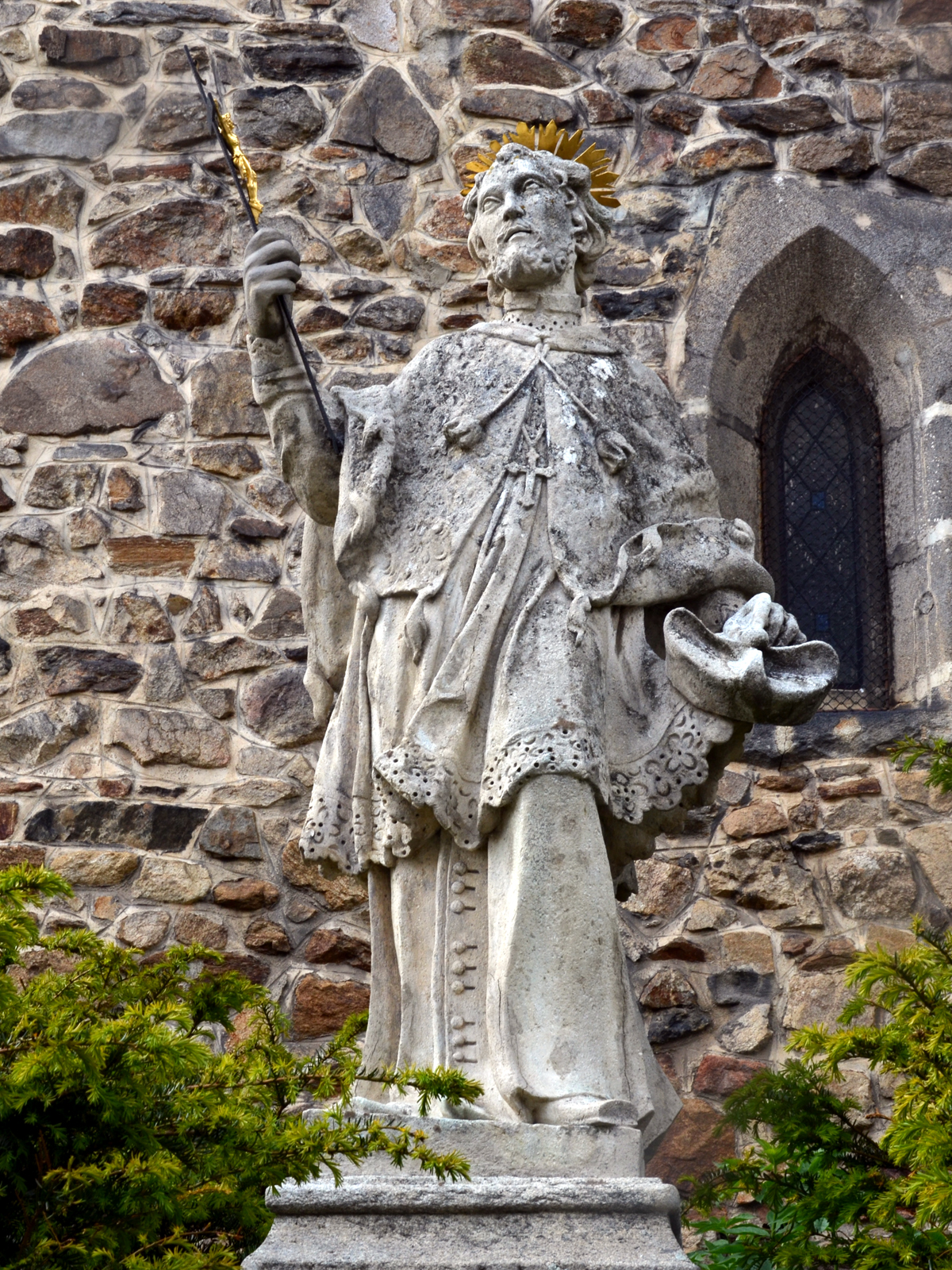
Sv. Jan Nepomucký u kostela

### Vzhled exteriéru kostela
Jedná se o gotický kostel s halovým trojlodím, s dlouhým polygonálně ukončeným presbytářem a se dvěma hranolovými věžemi v západním průčelí s ústupkovým portálem. K jižní zdi presbytáře přiléhá sakristie s depozitářem v patře, k severní zdi severní lodi osmiboká barokní kaple Bolestné Panny Marie, po jejíchž bocích stojí při severní lodi čtyřboká pozdně gotická kaple a čtyřboká bývalá předsíň.
Obvodové zdi jsou podepřeny pilíři různé výšky a šířky, většinou jednou odstupňovanými. Okna jsou vysoká, štíhlá, lomená, rozdělená svislým prutem, s jednoduchými nebo propracovanými kružbami. Štěrbinová okna se nacházejí ve schodišťových válcích, ve věžích a nad sakristií. V nejvyšším patře severní věže okna nahradily hodiny. Patro je zakončeno roubenou nástavbou s ochozem, kde býval byt věžníka.
Kostel je z lomového kamene, bez omítky. Zdi kostela jsou zvnějšku osazeny náhrobníky ze hřbitova, který původně kostel obklopoval, při východní straně stojí barokní socha Jana Nepomuckého.

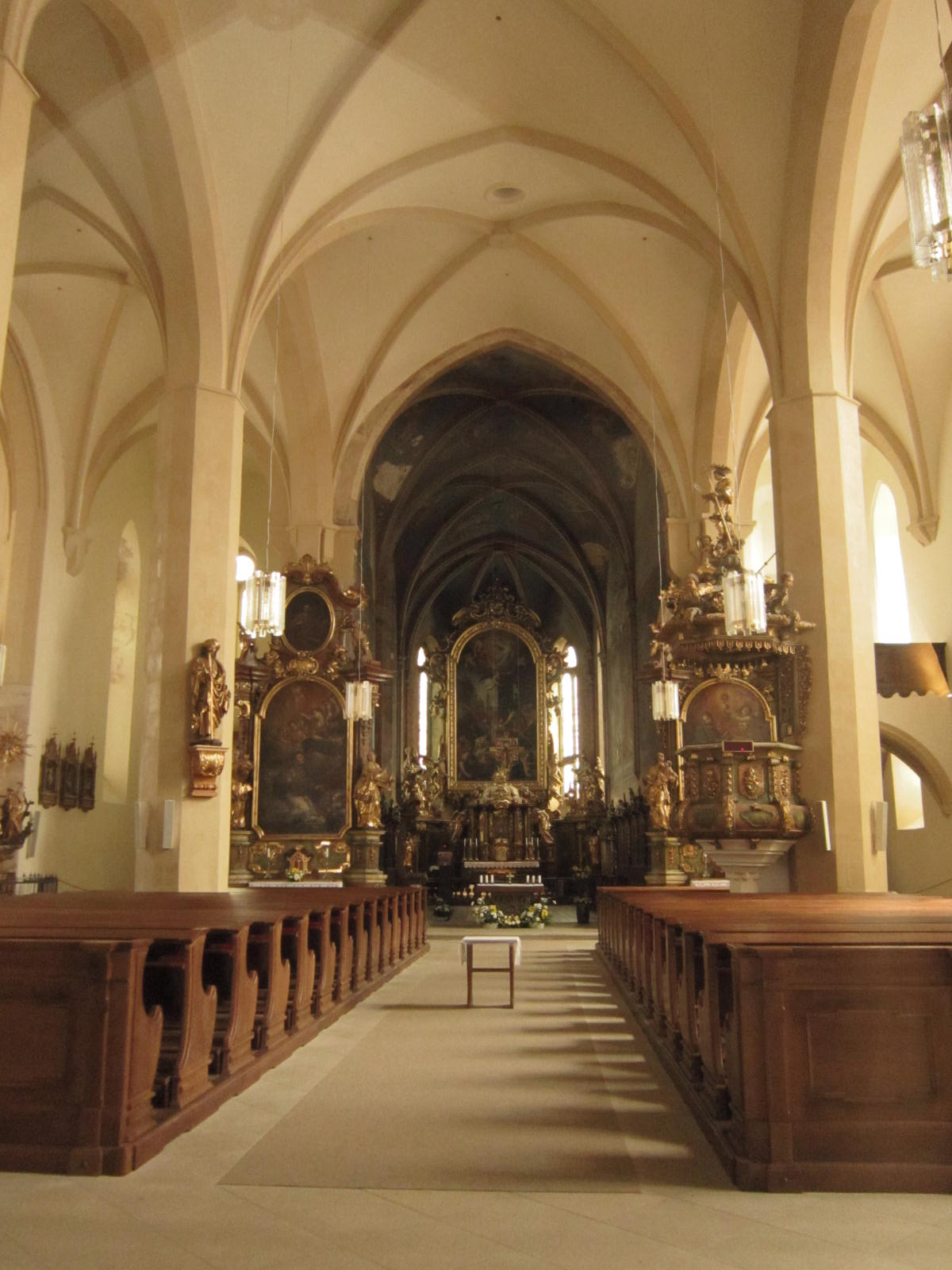
Pohled do hlavní lodi kostela

### Vzhled interiéru kostela
Do kostela se vstupuje ústupkovým portálem. V koutech portálu jsou sloupky se spojenými talířovými patkami a hladkými kalichovými hlavicemi s prstencem, nesoucími odstupňovanou oblamovanou římsu, na kterou dosedá lomená archivolta, tvořená oblouny, výžlabky a pruty profilu s hladkým tympanonem. Další tři portály, jednodušší s půlkruhovou archivoltou, jsou v sakristii, severní zdi severní lodi (hlavice s reliéfními listy a plody vinné révy) a jižní zdi jižní lodi.
V jižní zdi kněžiště je lomený portál s kamenným ostěním, vedoucí do sakristie, zaklenuté dvěma poli křížové žebrové klenby s kruhovými hladkými svorníky a jehlancovými konzolami v koutech. V severní zdi sakristie je pozdně gotický trezor s kovanými plášťovými dvířky a kamenným ostěním. Depozitář v patře sakristie je zaklenut dvěma poli křížové žebrové klenby s kruhovými svorníky, zdobenými mělkou rozetou.

### Presbytář a trojlodí
Presbytář je zaklenut dvěma poli křížové žebrové klenby a paprsčitým závěrem. Žebra s vyžlabeným klínem se setkávají v hladkých kruhových svornících, dosedají na krycí desky kalichových hlavic na jednoduchých i svazkových příporách. Stěny presbytáře zdobí malby s výjevy ze života sv. Bernarda (1898) od Karla Brachtela a Karla Jobsta. Presbytář spojuje s hlavní lodí lomený triumfální oblouk.
Halové trojlodí kostela je zaklenuto žebrovými klenbami na polygonálních pilířích, v hlavní lodi s římsou, v severní a jižní lodi s jehlancovými konzolami. Žebra s vyžlabeným klínem se sbíhají v kruhových svornících.

## Výzdoba

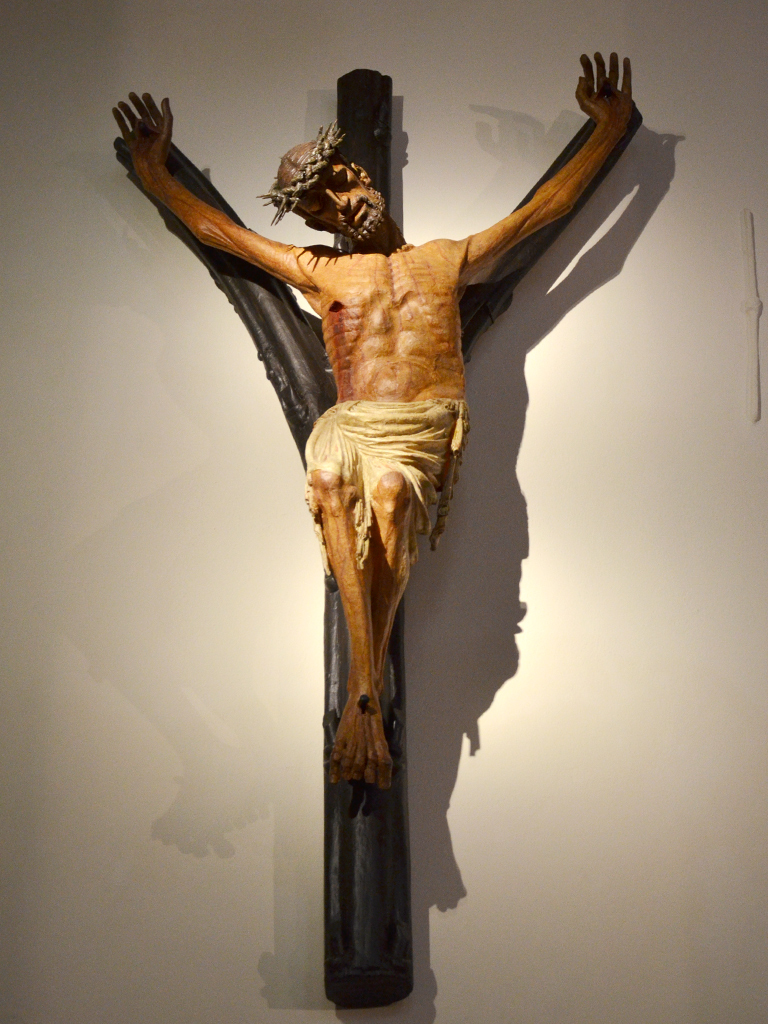
Přemyslovský krucifix, novodobá replika

- Hlavní oltář kostela z roku 1777 je vyzdoben, monumentálním obrazem Stětí sv. Jakuba od Johanna Nepomuka Steinera z roku 1763 (se signaturou a letopočtem), zhotovený na objednávku knížete Kounice, mezi sochami sv. Norberta a Augustina.
- Oltář sv. Voršily v závěru severní boční lodi je raně barokní ze závěru 17. století, s obrazem mučednice před pohanským vojákem střílejícím na ni z luku
- Oltář sv. Anny má v nice sochu sv. Anny vyučující dítě pannu Marii a v sloupové architektuře sochy Čtrnácti svatých pomocníků

U vítězného oblouku stojí dva protějškové retáblové oltáře z poloviny 18. století se sochařskou výzdobou od Václava Kovandy:
- Oltář sv. Jana Nepomuckého: retábl zdobí obraz Vidění sv. Jana Nepomuckého od Václava Jindřicha Noska z roku 1705, se sochami blahoslavených premonstrátů Heřmana Josef a Bohumíra od Václava Kovandy z doby kolem 1750.
- Protější oltář sv. Norberta má v retáblu obraz Obláčka sv. Norberta od Michaela Václava Halbaxe. Oba obrazy jsou z období kolem roku 1705.
- Barokní kazatelna s kamennou pozdně gotickou podnoží a s gotickým točitým schodištěm je bohatě barokně zdobená (andílci, na vrcholu stříšky socha sv. Norberta).

- Zlacenou pozdně renesanční osmibokou křtitelnici kalichovitého tvaru vytvořil norimberský zlatník Hans Hirtz na objednávku jihlavského měšťana Jakoba Seidenmelzera roku 1599. Křtitelnice je vyrobena z měděného tepaného plechu na železné konstrukci, je vyzdobena 8 tepanými reliéfy ze života Kristova, 8 alegoriemi na víku a litými bronzovými karyatidami. Stojí pod barokním sousoším Kristova Křtu uvnitř tepané barokní mříže.

V kostele jsou dvoje barokní varhany od Václava Potůčka: velké na hudební kruchtě jsou z roku 1740, jejich skříň zdobí velké a malé figury andělů, hrajících na hudební nástroje, a kartuš se znakem Kristýny Marie Josefy Goskové.
V interiéru kostela jsou umístěny gotické sochy – Přemyslovský krucifix (původní z doby kolem roku 1230, novodobá replika zhotovena 2011) a socha sv. Kateřiny Alexandrijské z období tzv. krásného slohu (kolem r. 1400), z vnější strany kostela bylo přeneseno kamenné sousoší Krista a tří apoštolů z Olivetské hory (80. léta 15. století), na pilíři stojí dřevěná socha sv. Jakuba Většího z konce 15. století, (pravděpodobně dílo Lorenze Lurbergera z Wiener Neustadtu z roku 1495) a trůnící Bůh Otec z výjevu korunování Panny Marie (počátek 16. století).
Do obvodových zdí kostela je vsazeno několik náhrobních kamenů, pocházejících ze zrušeného hřbitova.

### Sousoší Olivetské hory

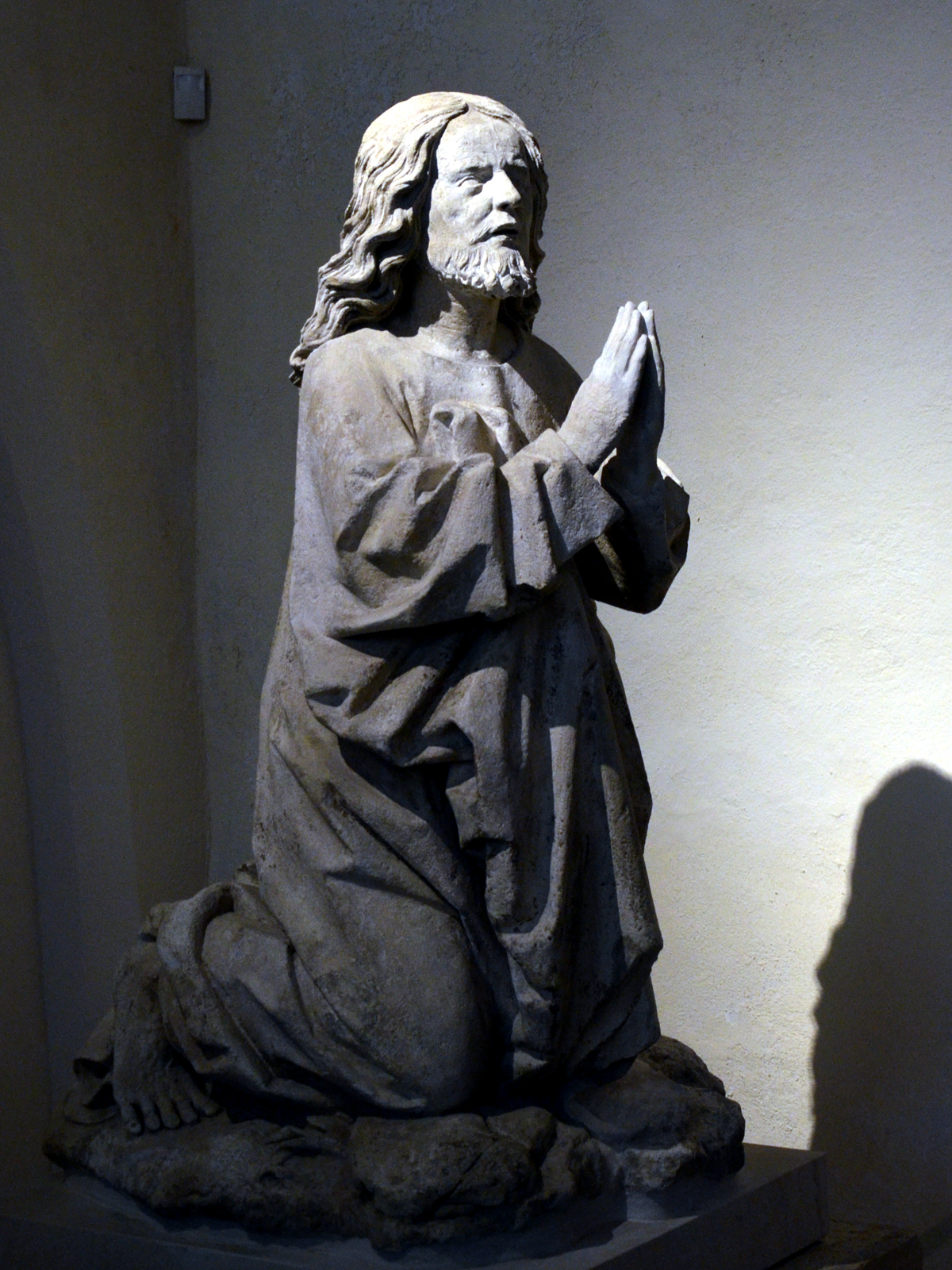
Kristus
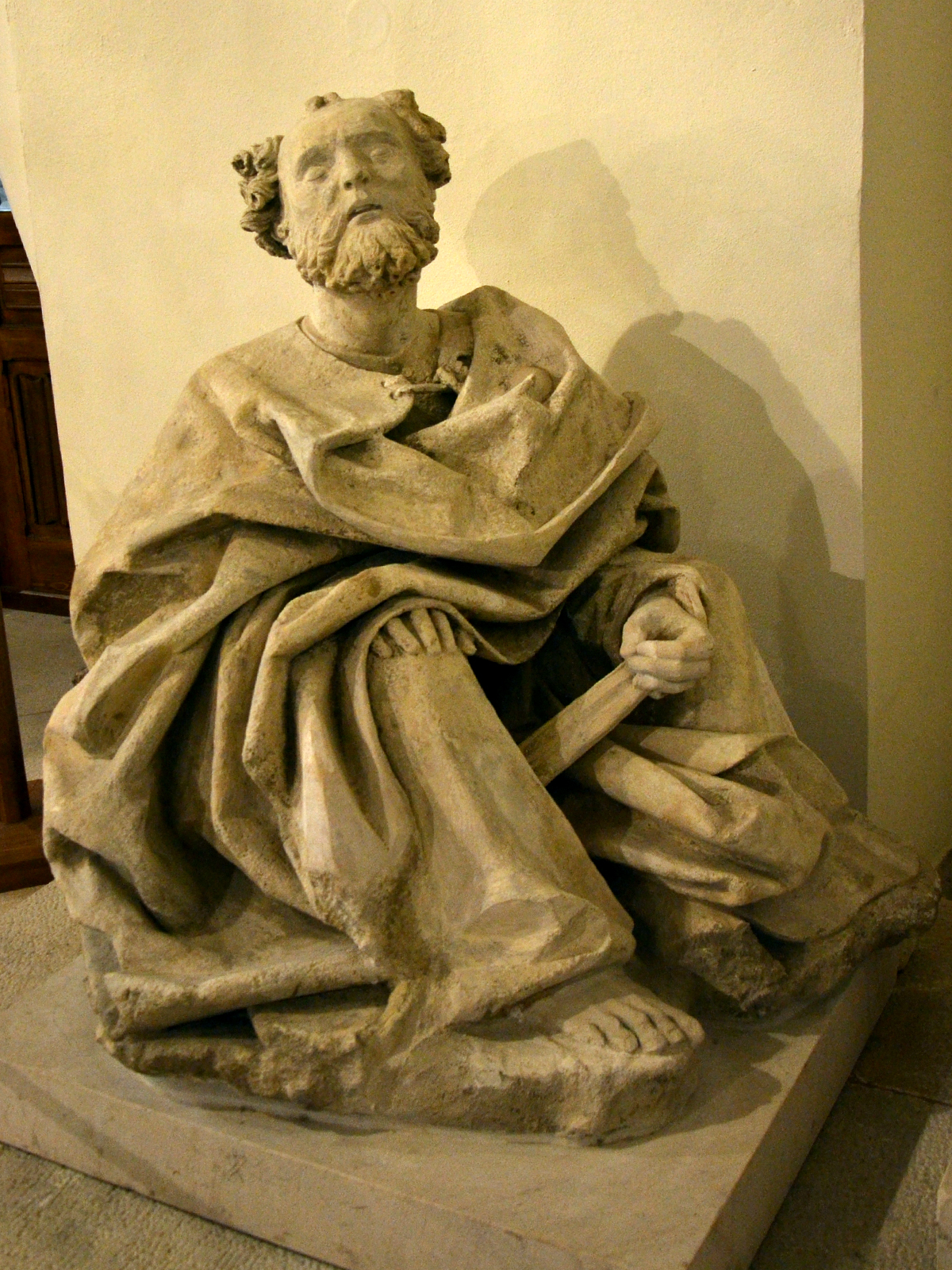
svatý Petr
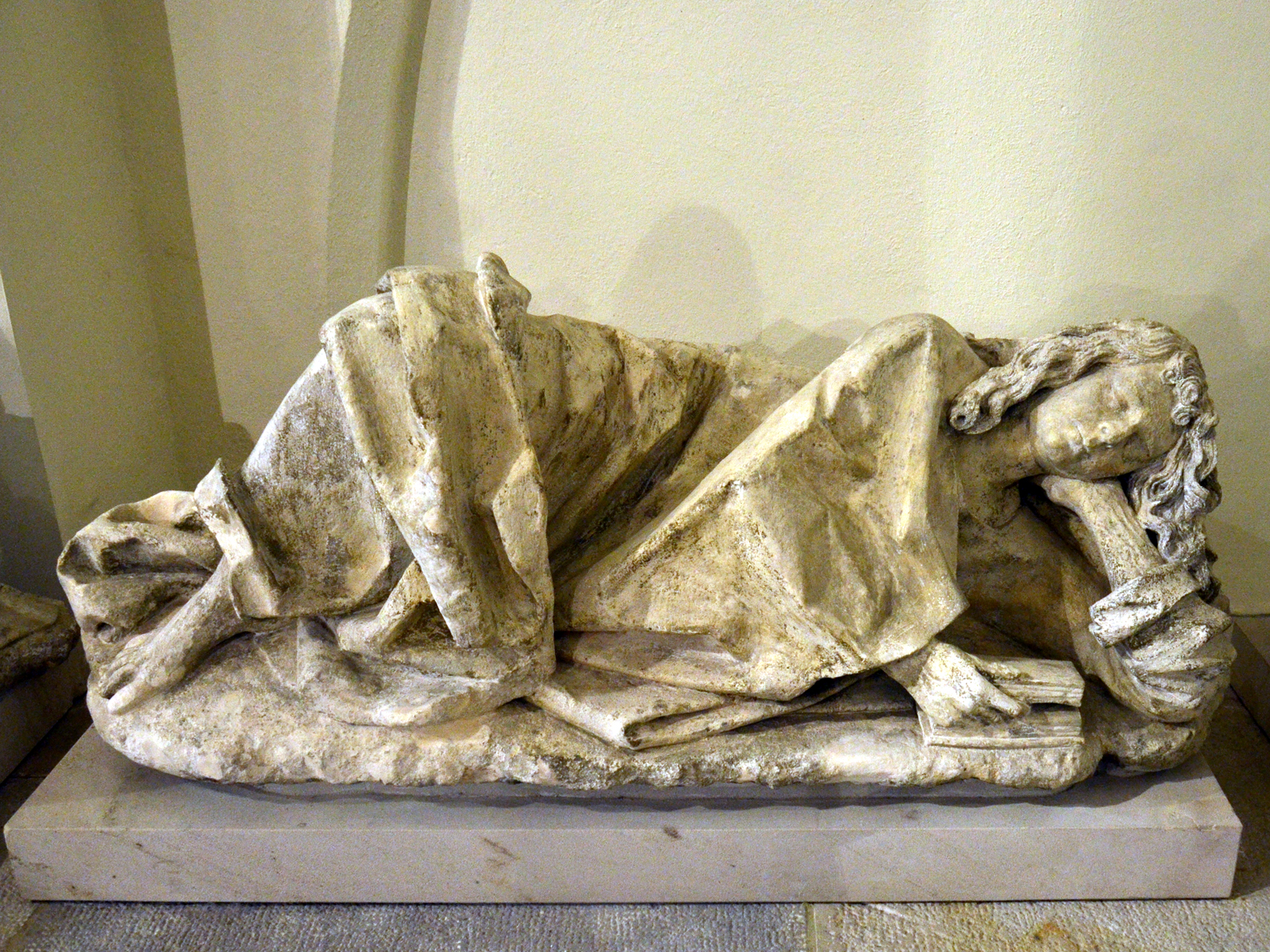
svatý Jan Evangelista
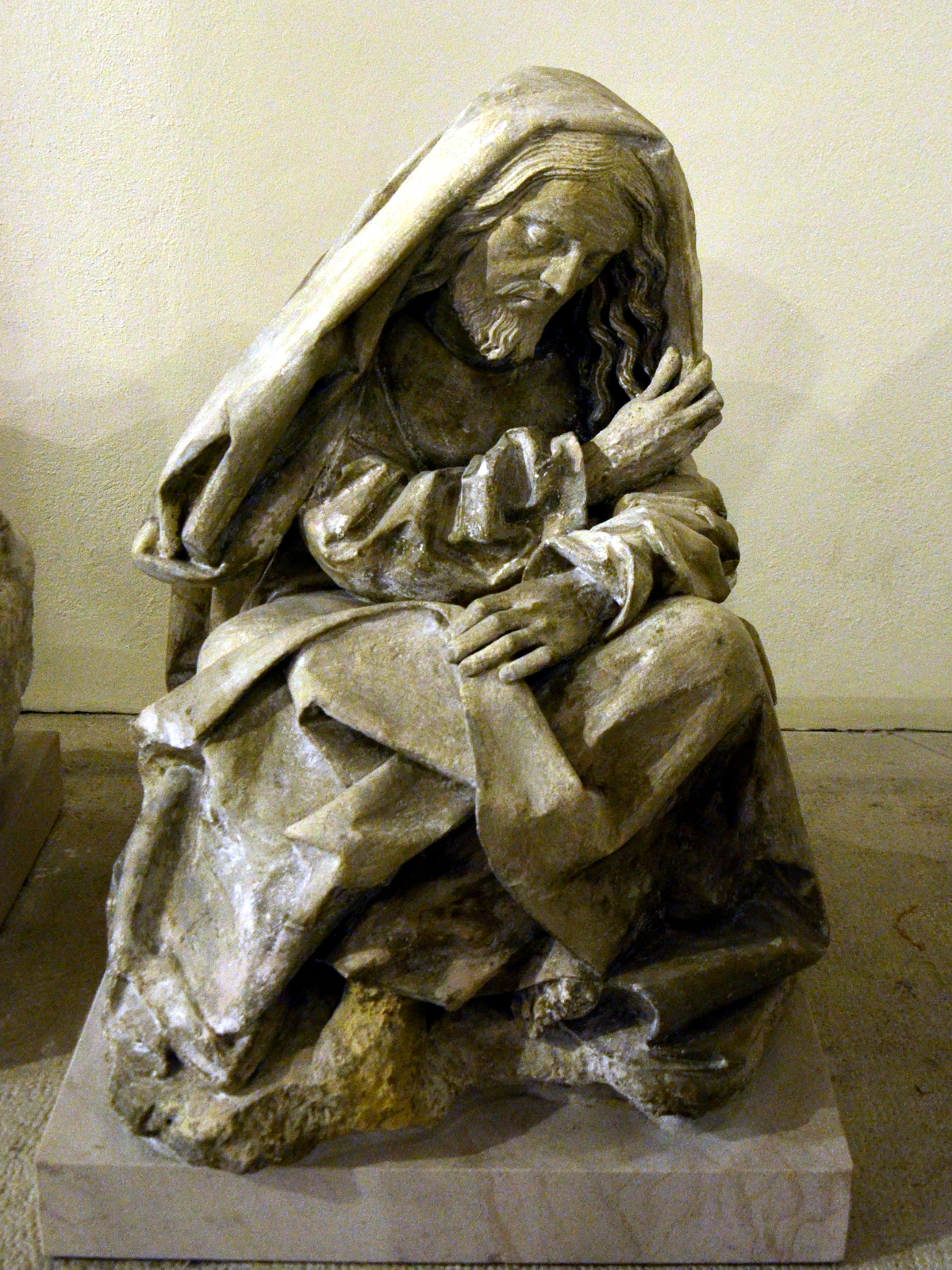
svatý Jakub (?)

## Kaple Bolestné Panny Marie

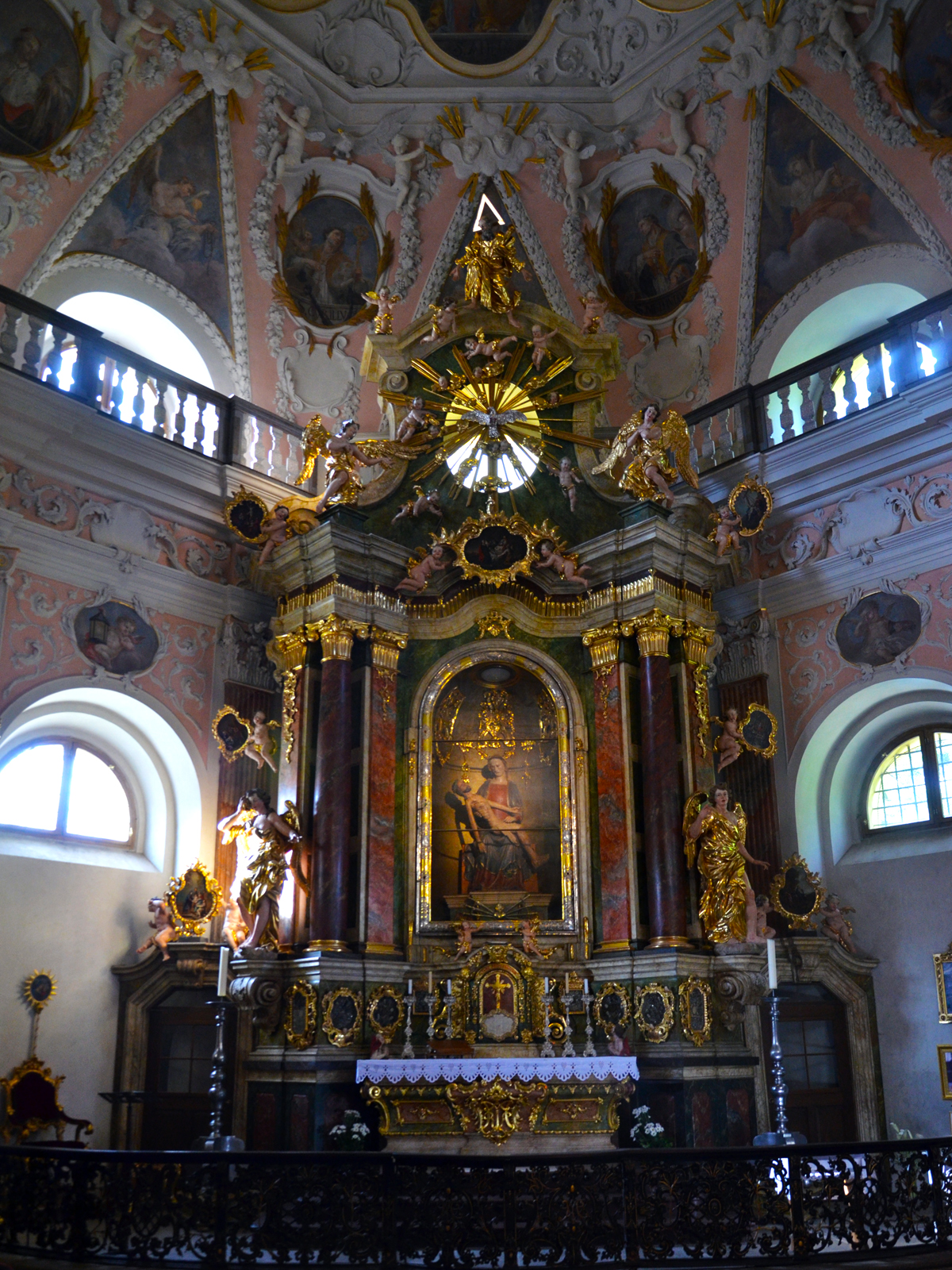
Oltář v kapli Sedmibolestné Panny Marie

V roce 1702 byla přistavěna na severní straně kostela osmiboká kaple Bolestné Panny Marie, oddělená od vlastního chrámu barokní bohatě kovaná mříž.
Klínová vyžlabená žebra se hladce protínají (v prostředním křížení je kruhový svorník s reliéfní pětilistou rozetou) a sbíhají do kuželových patek. Drobný kužel vybíhá také v protisměru od patky vzhůru do výžlabu. Kaple má dva portály s rozeklaným štítem a půlkruhová okna.
Kaple je zaklenuta lomenou kopulí s lunetami a zakončuje ji polygonální lucerna. Stěny člení pilastry s hlavicemi, nesoucími průběžné římsové kladí. Kaple má bohatou štukovou výzdobu (autorem je Giacomo Antonio Corbellini), kopuli zdobí malby Václava Jindřicha Noseckého.
Cvikly nad okny a vlys vyplňují ostře řezané akantové rozviliny, lastury a okřídlené hlavičky andílků, kopuli člení obrazové rámy rozvržené do dvou etáží. Rámy obklopují květinové a listové fetony.
Vstup do barokní kaple Bolestné Panny Marie je bohatě zdobeným portálem s pilastry s hermovkami, s andílky na bočních volutách segmentového oblouku a u středové kartuše s mariánským monogramem. Vchod je chráněn tepanou železnou mříží. Nad dvoukřídlou branou je kartuš se znaky strahovského kláštera a jeho opata.
V kapli Bolestné Panny Marie je retabulový oltář z 30. let 18. století, ve středové zasklené nice je Pieta z poloviny 13. století, mezi barokními anděly. U pilastrů kaple stojí na konzolách dřevěné zlacené sochy sv. Norberta, Floriána, Augustina a Václava. Po stranách vstupu do kaple jsou na východní a západní straně dvoje bohatě zdobená a zlacená vrata na emporu, v nikách jsou vloženy dvě sochy klečících horníků, autorsky odlišné, snad z let 1741–1749.

## Zajímavosti
| Rok  | Počet návštěvníků |
| ---- | ----------------- |
| 2015 | 6 498             |
| 2016 | 6 423             |
| 2017 | 843               |

### Vyhlídková věž
V sezóně je přístupná veřejnosti vyhlídková věž sv. Jakuba Většího (Jakubské náměstí). Stavba severní věže (63 m), která sloužila městu jako strážní, byla dokončena počátkem 14. století. Měla jehlancovou střechu a na průčelí figurální malbu. V roce 1561 je v historických pramenech doložena činnost věžníka a jeho dvou pomocníků – ti troubili hodiny, fanfárami vítali vzácné hosty a hlídali město před ohněm a nepřáteli. Poslední věžník opustil věž v roce 1924, kdy byla funkce věžníka zrušena. Věž byla pro veřejnost zpřístupněna v červnu 1991 v rámci oslav 555. výročí přijetí basilejských kompaktát. Ochoz je ve výšce 40 m (556 m n. m.) a nabízí pohled do širokého okolí.

### Ostatní
Kostel slouží k bohoslužbám římsko-katolické církve, spravují jej premonstráti. Objekt je zpřístupněn jak v interiéru, včetně barokní kaple Bolestné Panny Marie, dále lze navštívit gotické krovy a věž. Premonstráti organizují denně skupinové prohlídky s průvodecem pro turisty.
Do historie se kostel zapsal v roce 1436, kdy se zde v průběhu jihlavských kompaktátních jednání 5. července za přítomnosti císaře Zikmunda konala slavnostní mše s vyhlášením kompaktát v češtině.

## Ohrožení a obnova památky
Podle posudku pracovníků Národního památkového ústavu tuto národní kulturní památku ohrožoval havarijní stav střechy. Do kostela silně zatékalo, oprava střechy a gotického krovu, který se na několika místech bortil, byla nezbytná. Z žádostí o dotace na opravu střechy, které podal řád premonstrátů v průběhu deseti let do roku 2016, uspěla až čtvrtá. Během opravy fasády byl na západní straně jižní věže sejmuta náhrobní deska a pod ní nalezeny zbytky omítky, která byla při puristické obnově koncem 19. století otlučena.

## Galerie

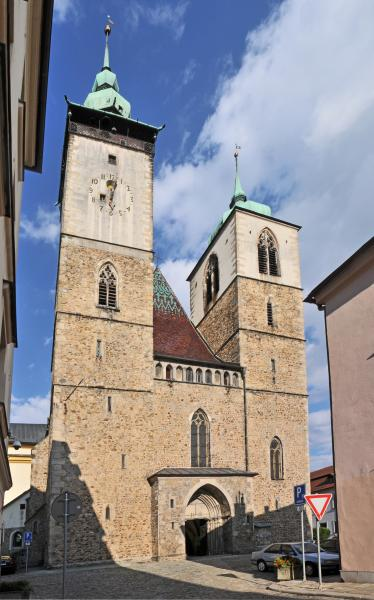
Pohled na vstup
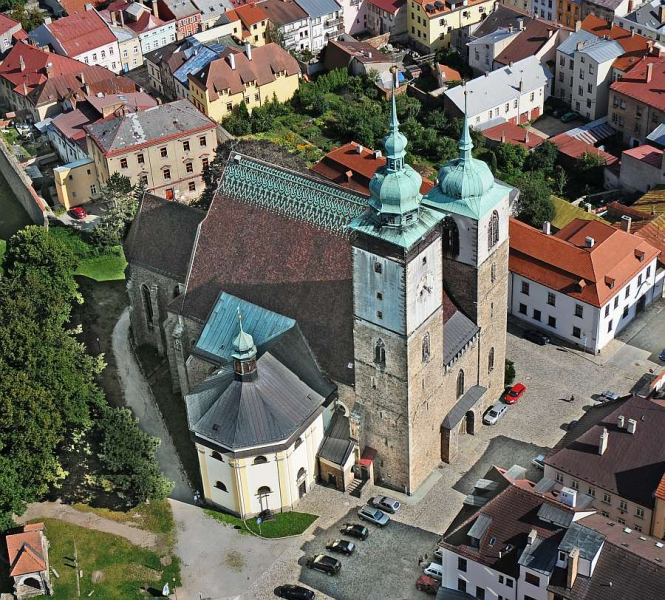
Ptačí perspektiva
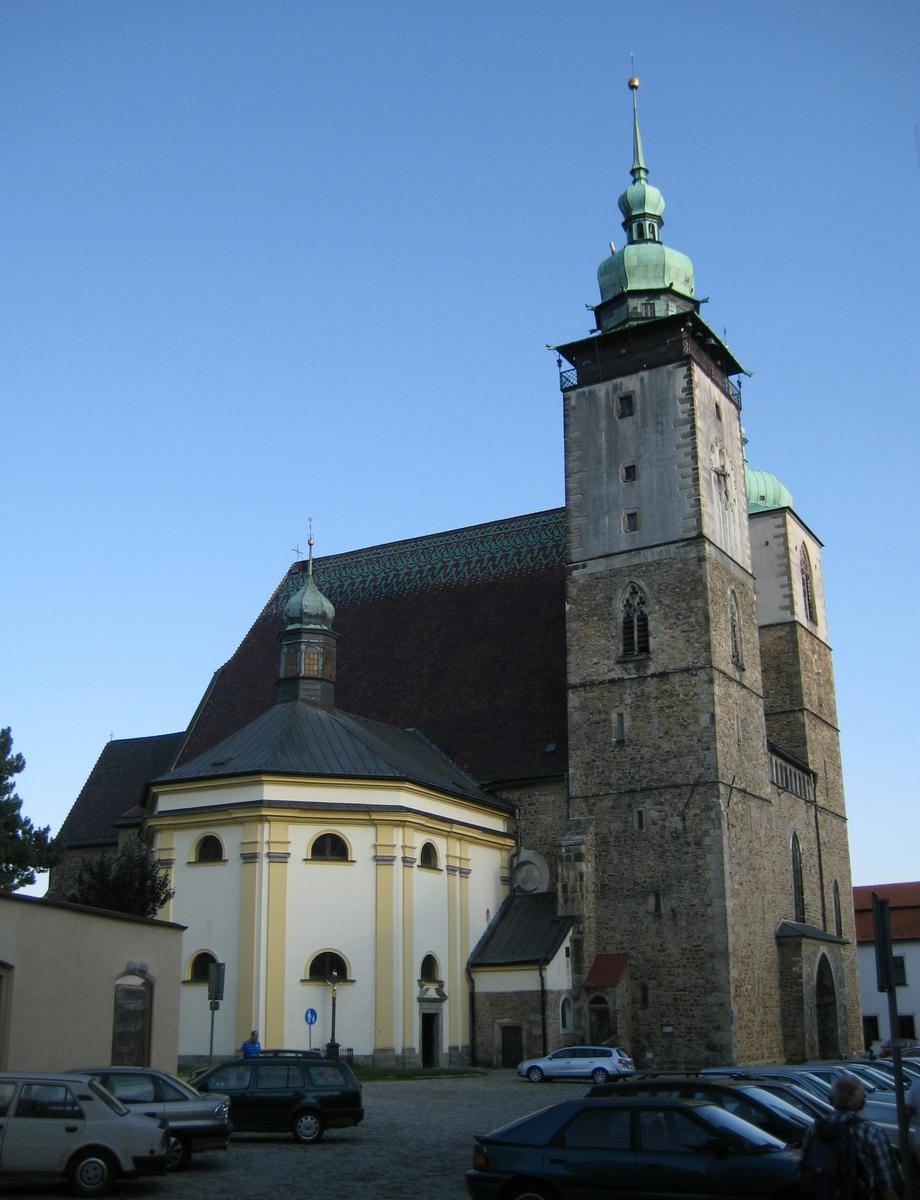
Boční pohled
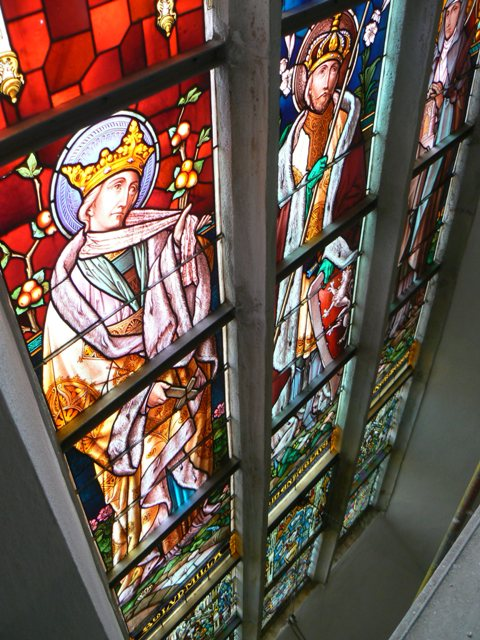
Vitráž
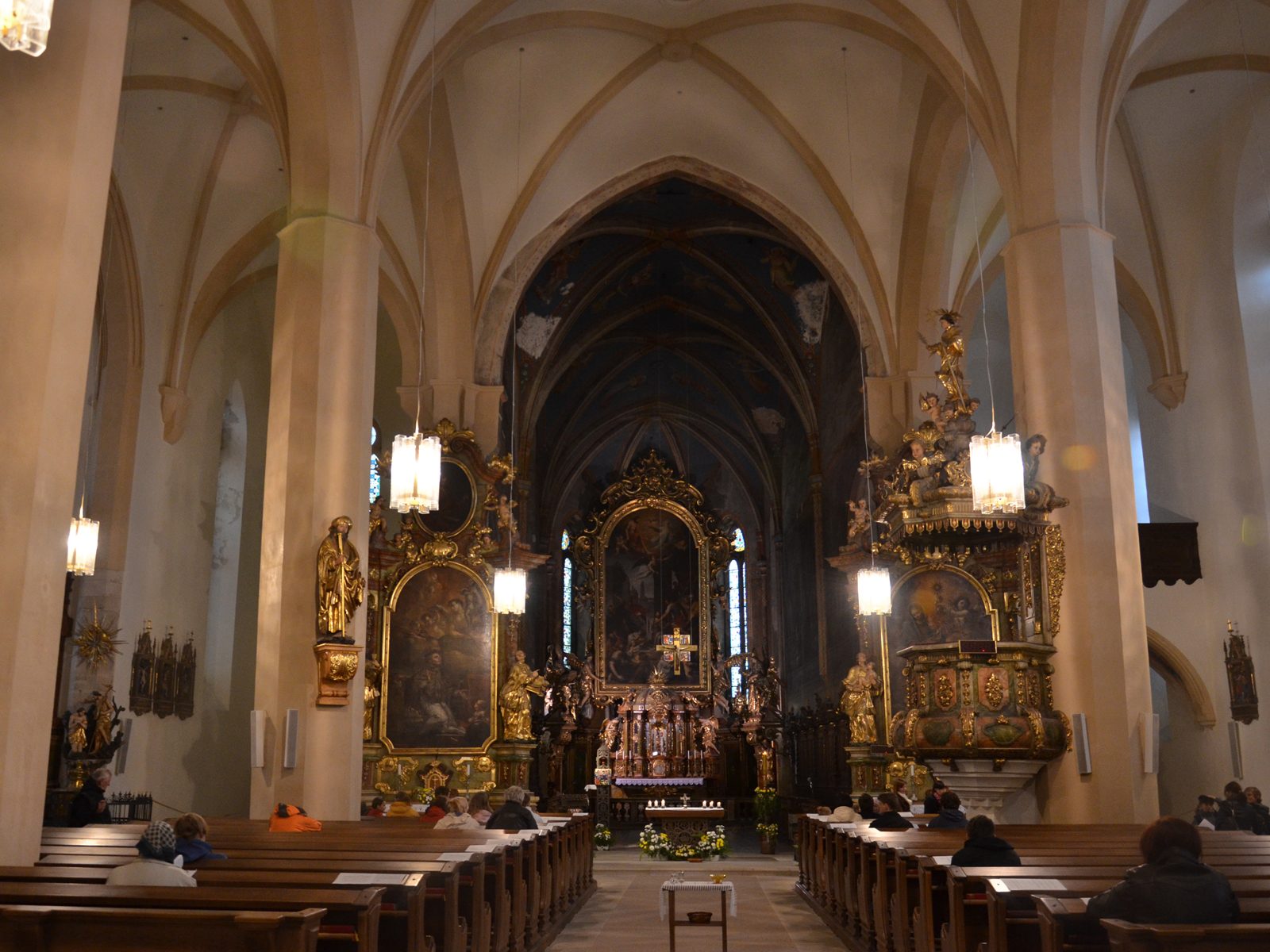
Interiér
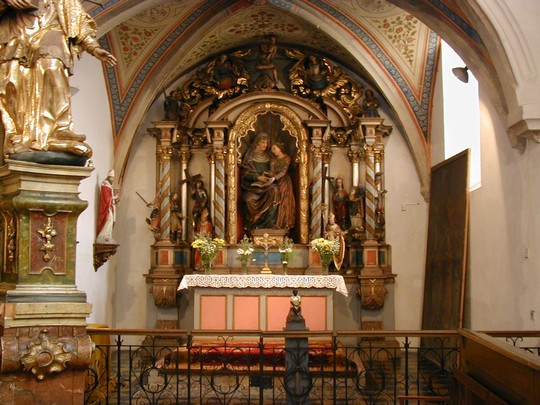
Oltář sv. Anny
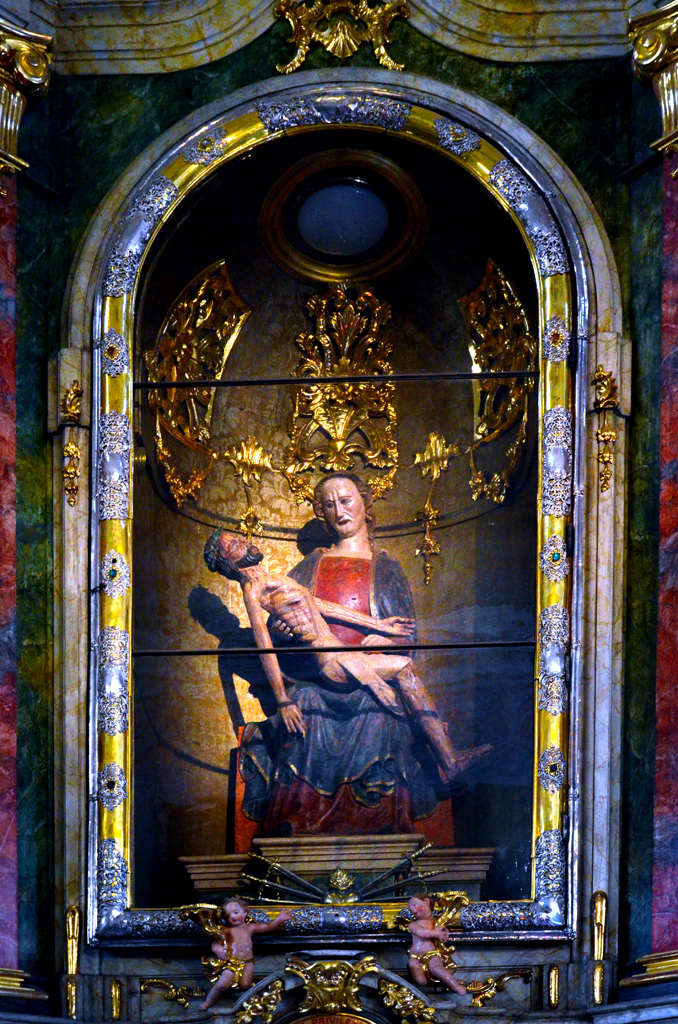
Raně gotická Pieta
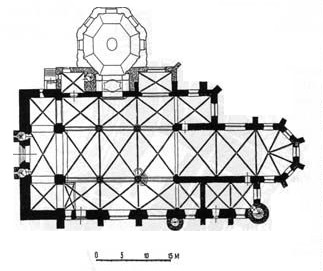
Půdorys